# MYM♪Crescendo
MYM♪Crescendo（マイムクレッシェンド）は、東京を中心に活動している女性アイドルグループである。愛称はMYM（マイム）。株式会社プラチカ所属。

## 概要
ユニット結成以前より一緒に活動することの多かった、市原実紗・守木裕香・美桜菜の3人で、2011年12月よりSpringsとして活動開始。2012年1月より、ユニット名を、Misa、Youka、Mionaの3人が奏でるメロディという意味のMYM Melodyに変更。7月に1st Maxiシングル『First Kiss / Jerry Bean』を発売。10月に市原実紗が卒業し、2人体制となる。2013年からは、さらに大きくなるようにとの願いを込めて、MYM♪Crescendoに改名した。

## メンバー
守木裕香（もりきゆうか）
誕生日は1998年10月13日で、天秤座、血液型はO型。愛称はもりきぃ。イメージカラーは水色■。キャッチフレーズは「安心、安全、安定の三拍子揃った暴走少女」
美桜菜（みおな）
誕生日は1998年5月25日で、双子座、血液型はAB型。愛称はぴゃーちゃん。イメージカラーはピンク■。キャッチフレーズは「逃げない、めげない、挫けない。心ぽっきんちょらないの。毎日脳天気」

### 旧メンバー
市原実紗（いちはらみさ）
誕生日は1997年10月26日で、蠍座、血液型はAB型。愛称はみぃちゃん。イメージカラーは黄色■。

## 略歴
2011年
- 12月 - 市原実紗・守木裕香・美桜菜の3人でSpringsとしてユニット活動開始。

2012年
- 1月 - ユニット名がMYM Melodyになる。
- 3月 - アイドルSMSに参加。
- 3月25日 - 初の単独ライブとなる、MYM Melody 単独ライブ Vol.1 in AKIBA 神TOWERを開催。
- 4月5日 - MYM Melody 単独ライブ Vol.2 in AKIBA 神TOWERを開催。
- 5月4日 - MYM Melody 単独ライブ Vol.3 in AKIBA 神TOWERを開催。
- 6月10日 - MYM Melody 単独ライブ Vol.4 in AKIBA 神TOWERを開催。
- 7月 - 1st maxiシングル『First Kiss / Jerry Bean』発売。
- 7月7日 - MYM Melody 単独ライブ Vol.5-1, 5-2, 5-3 in AKIBA 神TOWERを開催。
- 7月9日・15日 - 秋葉原アソビットシティ 『First Kiss / Jerry Bean』発売記念ライブ＆トークを開催。
- 7月15日 - ムトウ楽器店 CDお渡し会・握手会を開催。
- 7月16日 - MYM Melodyファン感謝イベント（北とぴあカナリアホール、あらかわ遊園）を開催。
- 7月17日・22日 - 新星堂サンシャインシティアルパ店 CD発売記念インストアイベントを開催。
- 7月23日 - アキバ☆ソフマップ1号店『First Kiss / Jerry Bean』CD発売記念イベントを開催。
- 7月26日 - HMV大宮ロフト CDリリースイベントを開催。
- 8月11日 - MYM Melody単独ライブ Vol.6-1, 6-2（ネ申タワー）を開催。
- 9月 - コンピレーション・アルバム『IDOL PARADE』発売。
- 10月12日 - MYM Melody単独ライブ vol.7（恵比寿LIVE GATE）を開催。
- 10月14日 - 『MYM Melody ゆうか生誕祭みんなで祝っちゃえ!』+『青SHUN学園やるぞ3000枚！』合同イベント（アキバ☆ソフマップ1号店8F）を開催。
- 10月28日 - 市原実紗 生誕＆卒業ライブ＋BBQ de 送別会（浅草花やしき）を開催。
- 11月 - 2人体制での活動を開始。
- 11月17日 - MYM Melody単独ライブ vol.8（ネ申タワー）を開催。「カラフルENERGY」を発表。
- 12月24日 - MYM Melody 単独LIVE －First Colorful Christmas 2012－（DRESS AKIBA HALL）を開催。MYM♪Crescendoに改名することを発表。

### 2013年
- 1月 - MYM♪Crescendoに改名。
- 1月12日 - MYM Melody改め…!! MYM♪Crescendo初お披露目ライブ2013（ネ申タワー）を開催。
- 1月27日 - MYM♪Crescendo 1周年記念単独ライブ（ネ申タワー）を開催。「エミューの羽」を発表。
- 3月23日 - MYM♪Crescendo“いきなり”単独ライブ（笑）（ネ申タワー）を開催。
- 4月6日 - MYM♪Crescendo 単独ライブ（ネ申タワー）を開催。
- 5月 - アイドルSMS終了。
- 5月25日 - 美桜菜 15歳生誕祭（Androidol Caffe）を開催。
- 7月 - 2nd Maxiシングル『カラフルEnergy / エミューの羽』発売。

## ディスコグラフィー

### Maxiシングル
- First Kiss / Jerry Bean（TSRE-0001、2012年7月7日）
  1. First Kiss
  2. Jerry Bean
  3. サヨナラノアシオト
  4. First Kiss（Instrumental）
- カラフルEnergy / エミューの羽（APRE-0001、2013年7月7日）
  1. カラフルEnergy
  2. カラフルEnergy（Instrumental）
  3. エミューの羽
  4. エミューの羽（Instrumental）

### コンピレーション
- IDOL PARADE Vol.2（RTML-0002、2012年9月5日）
「First Kiss」収録

## メディア出演

### テレビ
- トップアイドル育成バラエティー ～D☆D～だれでもだいすき～（テレビ埼玉、2012年12月29日）
- ウタ娘。（テレビ埼玉、2013年5月17日）

### WEB・インターネットTV
- アメーバニュース（2012年2月22日）
- 東スポweb（2012年3月11日）
- 映画.com（2012年3月11日）
- Girls News（2012年3月11日）
- シネマトゥデイ（2012年3月11日）
- 日刊SPA!（2012年3月12日）
- リッスンジャパン（2012年3月12日）
- スポニチ・アネックス（2012年3月12日）
- CS スカパー！HD 663ch PigooHD『iDOL Tunes』（2012年4月1日）
- しぶはら★ニコ生 アイドルコレクション（2012年11月23日）生放送

### 新聞・雑誌・書籍
- 東京スポーツ 2012年3月12日夕刊
- デイリースポーツ関西版（2012年4月1日）
- 月刊DeView5月号（2012年4月1日）
- CIRCUS MAX（KKベストセラーズ）2012年10月号